# 勒里奥勒
勒里奥勒（法語：Le Riols，法語發音：[lə ʁjɔl]）是法国奧克西塔尼大區塔恩省的一个市镇，属于阿尔比区。

## 地理
勒里奥勒（44°9'5"N, 1°54'37"E）面积5.01 平方千米，位于法国奧克西塔尼大區塔恩省，该省份为法国南部内陆省份，北起顺时针与阿韦龙省、埃罗省、奥德省、上加龙省和塔恩-加龙省接壤。
与勒里奥勒接壤的市镇（或旧市镇、城区）包括：米亚尔、圣马丹拉盖皮、拉盖皮、瓦朗。
勒里奥勒的时区为UTC+01:00、UTC+02:00（夏令时）。

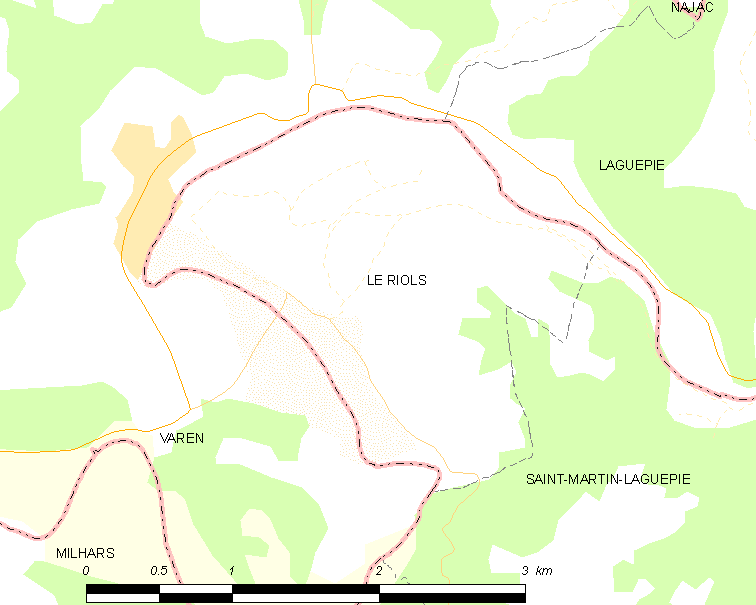
勒里奥勒的OSM定位图

## 行政
勒里奥勒的邮政编码为81170，INSEE市镇编码为81224。

## 政治
勒里奥勒所属的省级选区为卡尔莫第二县。

## 人口

1962-2008年间勒里奥勒人口变化图示

勒里奥勒于2022年1月1日时的人口数量为99人。